# تاريخ الرومان في ليبيا
عاشت فترة الحكم الروماني في ليبيا من عام 146 قبل الميلاد إلى عام 670م، وتميز الحكم الروماني في ليبيا بأنهم أبدعوا في نشاط الشعر والنثر وبناء المبنى على الطراز الروماني، وكان الرومان يسمون ليبيا «جمهورية ليبيا».

## السيطرة الرومانية
كانت منطقة شمال إفريقيا التي عُرفت باسم ليبيا منذ عام 1911م تحت السيطرة الرومانية بين 146 قبل الميلاد و672 بعد الميلاد. كان الاسم
اللاتيني لليبيا في ذلك الوقت يشير إلى قارة إفريقيا بشكل عام. ما يُعرف الآن بساحل ليبيا كان يُعرف باسم طرابلس ونتابوليس، مقسماً بين
إقليم إفريقيا في الغرب، وكريتا وبرقة في الشرق. وفي عام 296م، فصل الإمبراطور دقلديانوس إدارة جزيرة كريت عن برقة، وفي الأخيرة شكل
مقاطعات جديدة هي «ليبيا العليا» و «ليبيا السفلى»، مستخدماً مصطلح ليبيا كدولة سياسية لأول مرة في التاريخ.
وبعد الفتح النهائي لقرطاج وتدميرها في 146 قبل الميلاد، أصبح شمال غرب إفريقيا تحت الحكم الروماني وبعد ذلك بوقت قصير تم إنشاء المنطقة
الساحلية لما يسمى الآن غرب ليبيا كمقاطعة باسم طرابلس مع عاصمة لبدة الكبرى والتجارة الرئيسية والميناء في المنطقة. في عام 96 قبل الميلاد
حصلت روما بسلام على برقة حيث تركها الملك بطليموس أبيون مع ما يسمى ببنتبوليس ذات السيادة، التي شكلتها مدن قورينا (بالقرب من
قرية الشحات الحديثة)، وميناء أبولونيا، وأرسينوي (توكرا)، وبرنيس (بالقرب من بنغازي الحديثة) وبارس (مرج)، والتي سيتم تحويلها إلى مقاطعة
رومانية بعد عقدين من الزمان في 74 قبل الميلاد. التقدم الروماني جنوباً ومع ذلك أوقفه جرمنتيون. أصبحت برقة جزءاً من مصر الرومانية منذ
زمن بطليموس الأول سوتر، بصرف النظر عن الثورات المتكررة.
  في عام 74 قبل الميلاد تم إنشاء المقاطعة الجديدة التي يحكمها مندوب برتبة جندي روماني ويرافقه موظف روماني. ولكن في عام 20 قبل
الميلاد تم توحيد برقة في جزيرة كريت في مقاطعة كريتا مع برقة الجديدة، بسبب الإرث اليوناني المشترك. تميزت أراضي برقة بالتباين بين المدن الساحلية في بنتابلوليس، التي يسكنها اليونانيون، والأراضي التي يسكنها الليبيون. احتفظ الأولون بمؤسساتهم الخاصة وانضموا إلى اتحاد، بينما اعترف الدستور البطلمي لعام 248 قبل الميلاد باستقلالهم. في بعض المدن كان يوجد أقلية من العبرانيين، والذين كانوا منظمين وفقاً لقواعدهم الخاصة. تميز إقليم طرابلس بوجود تأثير قرطاجي بارز في المدن الرئيسية الثلاث (طرابلس تعني أرض المدن الثلاث) أويا (طرابلس) وصبراته ولبدة ماجنا. ولكن بنهاية مدة الرئيس أغسطس أصبح الساحل روماني بالكامل.
  كانت الغارات من قبل البدو الرحل في الصحراء قليلة على المدن المحافظة في القرنين الأولين. نحن نعلم أنه في زمن الإمبراطور دوميتيان، تمردت
قبيلة ناسامون (قبيلة ليبية تعيش جنوب ليبيتس ماجنا) مما أدى إلى تدمير وهزيمة فيالق ليجاتوسمن أوغوستا الثالث سنيو سويلي فلاكو الذين
ذهبوا لمواجهتهم. لكن عندما عاد لاحقاً مع التعزيزات، سحقهم جميعاً.
  وبدلاً من ذلك كانت الثورة اليهودية أكثر خطورة، حيث ضربت بشدة بنتابوليس في زمن تراجان (115-116م) في برقة، قاد المتمردين
لوكواس أو أندرياس، الذي أطلق على نفسه لقب الملك (حسب يوسابيوس القيصري). دمرت مجموعته العديد من المعابد، بما في ذلك معابد
هيكات، والمشتري، وأبولو، وأرتميس، وإيزيس، بالإضافة إلى الهياكل المدنية التي كانت رموزاً لروما، بما في ذلك القيصر، والبازيليكا، والحمامات (الحمامات العامة الإمبراطورية). تم ذبح السكان اليونان والرومان حسب المؤرخ المسيحي من القرن الرابع باولوس أورسيوس يسجل أن العنف أدى
إلى إخلاء مقاطعة برقة من سكانها لدرجة أنه كان لا بد من إنشاء مستعمرات جديدة من قبل هادريان.
" لقد شن اليهود حرباً على السكان في جميع أنحاء ليبيا بطريقة وحشية، وإلى هذا الحد أهدرت البلاد، حيث قتل فلاحوها، وبقيت أرضها خالية
تماماً من السكان، لولا قيام الإمبراطورهادريان بجمع المستوطنين من أماكن أخرى وأرسلهم إلى هناك، والا لتم القضاء على السكان.
  بعد هادريان أصبحت المسيحية أهم ديانة في ليبيا الرومانية حتى وصول العرب".

## سيبتيموس سيفيروس
في عهد الإمبراطور سيبتيموس سيفيروس جلس على كرسي بطرس البابا فيكتور الأول (181-191) وهو أيضاً من ليبتيس ماجنا الليبية وربما
أسقفها. حتى في يوم النصر احتفلت روما بالقداس الإغريقي وبدَّل فيكتور الأول اللغة إلى اللاتينية التي كانت مستخدمه في موطنه الروماني
(حسب المؤلف المسيحي جيروم) وهو أول من كتب عن اللاهوت باللغة اللاتينية.  علاوة على ذلك جاء أريوس وابتدع الهرطقة الأريوسية حوالي عام 310 بعد الميلاد من بطليموس. وبعد عدة قرون في برقة رحب أتباع الكنيسة القبطية الوحدوية بالعرب المسلمين كمحررين من الاضطهاد البيزنطي.
كانت أفضل فترة لليبيا الرومانية تحت حكم الإمبراطور سيبتيموس سيفيروس المولود في بلدة ماجنا، حيث فضل مسقط رأسه على جميع المدن
الأخرى، وأسس فيها المباني وأغدق عليها من الثروات حتى أصبحت ثالث أفضل مدينة في أفريقيا، وتنافس قرطاج والإسكندرية. في عام 205
قام هو والعائلة بزيارة المدينة ونالوا تكريماً كبيراً.
في أواخر عام 202 أطلق سيفروس حملة في مقاطعة إفريقيا. كان مندوب ليجيو الثالث أوجوستا انيسوس فاوستوس يقاتل جارمانتيز على طول
لايمز تريبوليتانوس لمدة خمس سنوات، واستولى على عدة مستوطنات من العدو مثل سيداموس وغولايا وجاربيا وعاصمتهم جاراما على بعد أكثر
من 600 كيلو متر جنوب ليبسيس ماجنا.
بحلول عام 203 تم توسيع الحدود الجنوبية لإفريقيا الرومانية بالكامل وإعادة تحصينها. لم يعد بإمكان بدو الصحراء الرحل مداهمات المناطق
الداخلية بشكل آمن وبعدها الهروب مرة أخرى للصحراء. لقد بسط سيفروس الأمان والإزدهار لليبيا الرومانية.
بعد سيفروس تدهورت ليبيا الرومانية بشكل بطيء خلال القرن التالي قبل أن تدمرها تسونامي عام 365 م. تعثر الانتعاش وقبل الغزو العربي في
منتصف القرن السابع كانت الحضارة اليونانية الرومانية تنهار في المنطقة باستثناء أويا.

## الإمبراطور دقلديانوس
كجزء من إعادة تنظيم الإمبراطورية في عام 297م، فصل الإمبراطور دقلديانوس جزيرة كريت عن برقة وفي الأخيرة كون مقاطعات جديدة هي
ليبيا العليا وليبيا السفلى، مستخدماً مصطلح ليبيا لأول مرة في التاريخ كتسمية إدارية.أصبحت طرابلس منفصلة عن حاكم إفريقيا، وأصبحت جزءاً من أبرشية أفريقيا التابعة لإيطاليا وإفريقيا. بعد تسونامي المدمر عام 395 م تم نقل عاصمة برقة إلى بتوليمايس. مع التقسيم النهائي للإمبراطورية الرمانية في عام 395م تم إلحاق إقليم طرابلس بالإمبراطورية الرومانية الغربية،
بينما كانت برقى مرتبطة بالإمبراطورية الشرقية، والتي سميت فيما بعد بالبيزنطية. كانت جزءاً من مملكة الفاندال في الغرب إلى أن استعادها بيليساريوس عام 533م.
في إبريل 534 م تم استعادة نظام المقاطعات الروماني السابق جنباً لجنب مع الجهاز الكامل للإدارة الرومانية، تحت إشراف حاكم بريتوري.وخلال السنوات التالية في ظل حكم الجنرال سليمان الذي جمع بين مكاتب كل من القائد العسكري والحاكم البريتوري لأفريقيا تم تعزيز الحكم الروماني في ليبيا (أعيد تأسيس ثيودورياس) لكن القتال استمر ضد القبائل الأمازيغية في المناطق النائية.
حقق سليمان نجاحات كبيرة ضدهم لكن عمله توقف بسبب تمرد عسكري كبير في 536م. تم انهاء التمرد من قبل جرمانوس ابن عم جستنيان، وعاد سليمان في عام 539م. وسقط في عام 544م في معركة سيليوم ضد القبائل البربرية المتحدة، وكانت ليبيا الرومانية في خطر مرة أخرى. لم يتم كسر مقاومة القبائل البربرية بشكل نهائي الا في عام 584 م على يد الجنرال جون تروجليتا. أصبحت المقاطعة أكثر استقراراً وازدهارا، وتم تنظيمها كإكسرخسية منفصلة في عام 584م تحت حكم هرقل، وأصبحت ليبيا وأفريقيا محل إنقاذ للإمبراطورية نفسها بإطاحة الطاغية فوكاس وهزيمة الساسانيين والأفارز.
كان هذا أخر إنجاز روماني في عام 642م بدأ العرب المسلمون في غزو ليبيا، ونجحوا في إخراج البيزنطيين مؤقتاً من طرابلس عام 645م، لكنهم لم يتبعوا ذلك الفتح بإقامة وجود عربي دائم في المدينة. لم يحدث أي غارات أخرى حتى عام 661م عندما نوت الدولة الأموية التوسع الإسلامي تحت راية الخليفة معاوية بن أبي سفيان رضي الله عنه. بدأت حملة رسمية لغزو شمال إفريقيا عام 663م وسرعان ما سيطر العرب على معظم المدن الرئيسية في ليبيا. وسقطت طرابلس مرة أخرى عام 666م، وهذه المرة ضمن المسلمون سيطرتهم على أراضيهم الجديدة من خلال عدم الرجوع إلى مصر بعد الفتح.

في عام 670 م كانت ليبيا كلها في أيدي العرب حيث انتهى الحكم الروماني منذ القرن الثاني قبل الميلاد، فقط في زمن بينيتو موسوليني بعد أكثر من ألف عام وانسحابه، وبعدها أصبحت ليبيا ذات كيان سياسي عام 1934. (ترجمة للمقال في ويكيبيديا بعنوان ليبيا في العهد الروماني بتصرف)

ماتبقى من الأثار الرومانية في ليبيا.

## وصلات خارجية
- Map of Roman Libya with names in Latin & Arab
- Map of Roman Libya during Byzantine period
- Article about ترهونة
- Photos of Roman ruins in Tarhuna